# メロディ・メイカー
『メロディ・メイカー』（Melody Maker）は、イギリスの週刊音楽雑誌で、世界最古の音楽週刊誌の1つ。発行元のIPCメディアによれば、世界最古の音楽週刊誌だとされている。2001年1月、『メロディ・メイカー』は「長年のライバル」（にしてIPCメディアにおける姉妹誌）である『ニュー・ミュージカル・エクスプレス』に合併された。

## 1920年代 - 1940年代
1926年、レスター生まれの作曲家兼出版者のローレンス・ライトが、自身の音楽出版事業の社交雑誌として創刊し、自身の曲を宣伝することが多かった。2か月後には、ダンス・バンドのミュージシャンを主なターゲットにした本格的な雑誌となり、『The Melody Maker and British Metronome』というタイトルが付けられた。デンマーク通り19番地の地下室（すぐにロングエーカー93番地に移転）から毎月発行され、初代編集長はドラマー兼ダンス・バンドのリーダー、エドガー・ジャクソン（1895年-1967年）が務めた。
ジャクソンはジャズ・コラムを創刊し、1930年にスパイク・ヒューズが引き継ぐと、その信頼性が高まった。これは後に「ジャズ・コーナー」へと発展し、シンクレア・トレイルと、その後イギリスのジャズの伝道師の1人であるマックス・ジョーンズが編集した。アメリカでのジャズの出来事に関する定期的なレポートが掲載され、1932年7月にはルイ・アームストロングがイギリスに滞在中、同誌は彼との初となるイギリス人からのインタビューを実現した。
1928年にオダムズ・プレスが同誌を引き継ぎ、1933年に16ページの週刊新聞に形式が変更された。レイ・ソニンは、1939年からスタッフに加わり、ニュース編集者に昇進し、その後の1951年まで10年間にわたり編集長を務めた。その後、ソニンは『ニュー・ミュージカル・エクスプレス』に加わった。

## 1950年代 - 1960年代
『メロディ・メイカー』（MM）はロックンロールの取材をするようになるのが遅く、1952年に創刊された『ニュー・ミュージカル・エクスプレス』（NME）に押されていた。『MM』は1956年4月7日に独自の週間シングル・チャート（トップ20）を、『Record Mirror』が最初の全英アルバムチャートを発表した2年後の1958年11月にLPチャートを発表した。1964年以降、同紙は音楽やミュージシャンを単なる娯楽ではなく真剣な研究対象として扱う点においてライバルの出版物をリードした。クリス・ウェルチやレイ・コールマンなどのスタッフ記者は、以前はジャズ・アーティストにしか見られなかった視点を、アメリカの影響を受けた地元のロックやポップ・グループの台頭に適用し、音楽批評の到来を予期した。
1965年3月6日、『MM』はイギリス政府によるビートルズの叙勲を求めた。同年6月12日、グループのメンバー4人全員（ハリスン、レノン、マッカートニー、スター）が大英帝国勲章を受章し、このことが実現した。1960年代後半までに、『MM』はティーン向けの『NME』よりも年配の市場をターゲットに復活した。『MM』はより大規模で専門的な広告を展開し、すぐに有名になるグループがミュージシャンを募集した。フォークやジャズなどの「少数派」の関心事や、楽器の詳細なレビューに特化したページも掲載された。
1968年の『メロディ・メイカー』の投票で、ジョン・ピールが最優秀ラジオDJに選ばれた。ジョン・ウォルターズによると、この注目が、BBC Radio 1において彼のスタイルとレコードの選択について懸念されていたにもかかわらず、ピールが職を失わなかった理由の1つだったとされている。
1960年代半ば以降、ウェルチ、リチャード・ウィリアムズ、マイケル・ワッツ、スティーヴ・レイクなどの評論家は、それぞれがポピュラー音楽について真剣に執筆した最初の英国人ジャーナリストの一人となり、スティーリー・ダン、キャット・スティーヴンス、レッド・ツェッペリン、ピンク・フロイド、ヘンリー・カウなどのアーティストに知的な光を当てた。

## 1970年代
1970年代初頭までに、『メロディ・メイカー』は「ミュージシャンの雑誌」とみなされ、プログレッシブ・ロックと結び付けられた。しかし、『メロディ・メイカー』は、オズモンズ、ジャクソン5、デヴィッド・キャシディなどのティーニーボッパー・ポップ・スターについても報道した。この音楽週刊誌は、グラムロックについても、早くから好意的に取り上げていた。リチャード・ウィリアムズはロキシー・ミュージックについての最初の記事を書き、ロイ・ホリングワースは『メロディ・メイカー』のニューヨーク特派員として、ニューヨーク・ドールズをプロトパンクの観点で称賛する最初の記事を書いた。
アンドリュー・ミーンズは、1970年に『メロディ・メイカー』に寄稿し始めた。在職中、彼は多作であり、フォーク・ミュージックの取材を担当していた。彼は1973年までこの新聞に在籍。その後は「アリゾナ・リパブリック」紙に寄稿した。また、フリーランスとして『Sing Out!』、『Billboard、Jazziz』、『Rhythm』、『Songlines』といった各誌に寄稿。後年はフィクション作家となった。
1972年1月、同紙の著名な記者であるマイケル・"ミック"・ワッツがデヴィッド・ボウイのプロフィールを書き、それがほぼ独力でこの歌手の休眠中のキャリアに火をつけた。インタビュー中、ボウイは「私はゲイで、デヴィッド・ジョーンズだったときからずっとそうだった」と語った。見出しには「OH YOU PRETTY THING (ああ、君はかわいいね)」と書かれ、すぐにポップスにおける神話の一部となった。ボウイは後にこのインタビューが自分の成功の要因だとして、「そうだ、『メロディ・メイカー』が私を作ったんだ。ミック・ワッツのあの記事がね」と述べた。同紙在職中、ワッツはシド・バレット、ウェイロン・ジェニングス、ピンク・フロイド、ボブ・ディラン、ブルース・スプリングスティーンなどのアーティストたちのツアーに同行したり、インタビューを行ったりした。
キャロライン・クーンは、1970年代半ばに『メロディ・メイカー』の編集者レイ・コールマンにヘッドハントされ、すぐに女性ミュージシャンを真剣に受け止めてもらうことを使命とした。1974年から1976年にかけて、彼女はマギー・ベル、ジョーン・アーマトレイディング、リンジー・ディ・ポール、ツイッギーにインタビューした。その後、彼女はパンク・ロックを宣伝することを使命とした。
1978年、リチャード・ウィリアムズはアイランド・レコードでの勤務を経て、新編集者として同紙に戻り、ポール・モーリーとイアン・ペンマンが『NME』で行っていたことに影響を受け、『メロディ・メイカー』を新しい方向に導こうとした。彼はジョン・サヴェージ（元『Sounds』）、クリス・ボーン、メアリー・ハロンを採用し、ギャング・オブ・フォー、ペル・ウブ、ジョイ・ディヴィジョンなどのポストパンク・バンドやニュー・ウェイヴ全般について知的な記事を書かせた。以前『NME』と『Sounds』に勤めていたヴィヴィアン・ゴールドマンは、同紙のレゲエとソウルミュージックの報道を改善し、1970年代初頭に同紙が誇っていたこれらのジャンルの優れた報道を復活させた。
主にウィリアムズと、パンク時代にも支持し続けていたより「保守的なロック」音楽に同紙が固執することを望んでいた当時の編集長コールマンとの間で内部の緊張が高まった。コールマンは同紙が「デイリー・テレグラフ (古風なデザインで有名) のように見える」べきだと主張していたが、ウィリアムズは同紙をより現代的なものにしたかった。彼は最新のデザインを依頼したが、コールマンはこれを却下した。

## 1980年代
1980年、ストライキにより同紙（『NME』も含む）が一時休刊となった後、ウィリアムズは『MM』を去った。コールマンはマイケル・オールドフィールドをデザイン担当から常任の編集長へと昇進させ、しばらくの間、同紙を以前の状態に戻した。表紙のアンディ・ウォーホル、ギャング・オブ・フォー、ファクトリー・レコードの特集記事をジェスロ・タルに置き換えるというラインナップ変更のニュースが流れた。クリス・ボーンやヴィヴィアン・ゴールドマンなど数人のジャーナリストが『NME』に移り、ジョン・サヴェージは新雑誌『The Face』に加わった。コールマンが1981年に退社し、同紙のデザインは更新されたが、1980年代初頭まで売上と評判は低迷し、『NME』が優勢となった。
1983年までに、この雑誌はより大衆的でポップ志向になり、当時の流行に乗った『MM』という誌名の見出し、デュラン・デュランらを定期的に起用した表紙、ユーリズミックスの『タッチ』をその年のベスト・アルバムに選んだことなどがその例となっている。しかし、状況は変化。1984年2月に、1974年からこの新聞のスタッフライターを務めていたアラン・ジョーンズが編集長に任命された。彼は、カジャグーグーを表紙にするという指示に反して、新進気鋭のバンド、ザ・スミスに関する記事によって雑誌をリードした。
1986年、『MM』は、オックスフォード大学で音楽ファンジン『Monitor』を運営していたサイモン・レイノルズとデイヴィッド・スタッブス、『Sounds』からクリス・ロバーツを含むジャーナリスト・グループの加入で活気づけられ、より個人主義的で知的な雑誌として確立されていった。これは、『NME』でのヒップホップ戦争、パブリック・エナミーやマントロニックスなどの進歩的な黒人音楽の熱狂者と伝統的な白人ロックのファンとの間の分裂が後者の勝利に終わり、マーク・シンカーやビバ・コップ（クリス・ボーンは当時、自らをそう名乗っていた）などのライターが去り、アンドリュー・コリンズとスチュアート・マコニーが台頭して『NME』をより大衆的な方向に推し進めた後、特に当てはまった。

## 1990年代
『MM』は引き続きロックとインディーズ音楽にほとんどの紙面を割き（特にエヴェレット・トゥルーによるシアトルの新興グランジ・シーンの報道）、ハウス、ヒップホップ、ポストロック、レイヴ、トリップ・ホップも取り上げた。同紙のライターのうち2人、プッシュとベン・ターナーは、IPCメディアの月刊ダンス・ミュージック・マガジン『Muzik』を創刊した。ブリットポップが音楽プレスに新世代の読者をもたらした1990年代半ばでも、ライバルほどポピュリスト的ではなく、サイモン・プライスやテイラー・パークスなどの若いライターが1980年代のイコノクラスムと独断的な批評の伝統を引き継いだ。同紙はオーシャン・カラー・シーンとクーラ・シェイカーに対する厳しい批評を掲載し、他のプレスから賞賛されていたオアシスとブラーに対する異論も認めた。
1993年、同紙はフランスのロック・バンド、Darlin'に否定的なレビューを与え、彼らの音楽を「馬鹿げたパンク・スラッシュ (a daft punky thrash)」と呼んだ。Darlin'は最終的にエレクトロニック・ミュージック・デュオのダフト・パンクになった。
オーストラリア人ジャーナリストのアンドリュー・ミューラーは、1990年に『MM』に入社し、1991年から1993年にかけてレビュー編集者を務めたが、最終的には特集編集者になることを辞退し、1993年に同誌を去った。その後、1992年に『MM』を去っていた元上司のスティーヴ・サザーランドの下で『NME』に入社した。
この雑誌は大きな求人広告欄を維持し、バンドを結成したいミュージシャンにとって最初の呼び掛け先であり続けた。スウェードは新聞に掲載された広告を通じて結成された。『MM』は楽器のレビューや読者のデモテープも引き続き掲載したが、これらは紙面の他の部分とスタイル的に共通点がほとんどなく、音楽プレスにほとんど興味のないフリーランス・ミュージシャンに確実に売れた。
1997年初頭、アラン・ジョーンズが『Uncut』の編集に就任。彼の後任には、『NME』や『Smash Hits』にいたマーク・サザーランドが就任し、彼は「（自身の）少年時代の夢をかなえ」、3年間にわたり編集長を務めた。往年のライターの多くが去り、『Uncut』に移ることが多かった。サイモン・プライスは、オアシスの報道は肯定的であるべきだという命令に反対したためとされている。すでに『NME』より大幅に低かった同誌の売り上げは、深刻な落ち込みに陥った。
1999年、『MM』は光沢のある雑誌として再創刊したが、翌年廃刊となり、IPCメディアの別の音楽雑誌である『NME』に合併され、『NME』が同誌のジャーナリストや音楽評論家の一部を引き継いだ。

## 編集長
1926年: エドガー・ジャクソン (Edgar Jackson)
1930年: P・マシソン・ブルックス (P. Mathison Brooks)
1940年: レイ・ソニン (Ray Sonin)
1949年: パット・ブランド (Pat Brand)
1962年: ジャック・ハットン (Jack Hutton)
1970年: レイ・コールマン (Ray Coleman)
1978年: リチャード・ウィリアムズ (Richard Williams)
1980年: マイケル・オールドフィールド (Michael Oldfield)
1984年: アラン・ジョーンズ (Allan Jones)
1997年: マーク・サザーランド (Mark Sutherland)